# Chelonus declivis
Chelonus declivis är en stekelart som beskrevs av Mccomb 1968. Chelonus declivis ingår i släktet Chelonus och familjen bracksteklar. Inga underarter finns listade i Catalogue of Life.